# Lijst van nummer 1-hits in de Graadmeter in 2020
Deze lijst bevat de nummer 1-hits in de Graadmeter van Pinguin Radio in 2020. De posities in de Graadmeter zijn negatief; het gaat hier dus eigenlijk om de nummer -1-hits.
| Datum        | Artiest                         | Titel                       |
| ------------ | ------------------------------- | --------------------------- |
| 5 januari    | Chromatics                      | Whispers in the hall        |
| 12 januari   | Wye Oak                         | Fortune                     |
| 19 januari   | Deerhunter                      | Timebends (Edit)            |
| 26 januari   | Deerhunter                      | Timebends (Edit)            |
| 2 februari   | Algiers                         | Dispossession               |
| 9 februari   | The Homesick                    | I celebrate my fantasy      |
| 16 februari  | The Homesick                    | I celebrate my fantasy      |
| 23 februari  | The Homesick                    | I celebrate my fantasy      |
| 1 maart      | Pearl Jam                       | Dance of the clairvoyants   |
| 8 maart      | Pearl Jam                       | Dance of the clairvoyants   |
| 15 maart     | Cage the Elephant               | Broken boy (feat. Iggy Pop) |
| 22 maart     | Cage the Elephant               | Broken boy (feat. Iggy Pop) |
| 29 maart     | Greg Dulli                      | It falls apart              |
| 5 april      | Greg Dulli                      | It falls apart              |
| 12 april     | Alex the Astronaut              | I think you're great        |
| 19 april     | The Districts                   | Cheap regrets               |
| 26 april     | EOB                             | Shangri-La                  |
| 3 mei        | Brooke Bentham                  | Control                     |
| 10 mei       | Protomartyr                     | Processed by the boys       |
| 17 mei       | Steven Wilson                   | Personal shopper            |
| 24 mei       | Steven Wilson                   | Personal shopper            |
| 31 mei       | Steven Wilson                   | Personal shopper            |
| 7 juni       | GUM                             | Out in the world            |
| 14 juni      | The Wants                       | The motor                   |
| 21 juni      | Ist Ist                         | You're mine                 |
| 28 juni      | Fontaines D.C.                  | A hero's death              |
| 5 juli       | Fontaines D.C.                  | A hero's death              |
| 12 juli      | Muzz                            | Red Western sky             |
| 19 juli      | Muzz                            | Red Western sky             |
| 26 juli      | Muzz                            | Red Western sky             |
| 2 augustus   | TTRRUUCES                       | I'm alive                   |
| 9 augustus   | TTRRUUCES                       | I'm alive                   |
| 16 augustus  | Hoops                           | Fall back                   |
| 23 augustus  | Michael Stipe & Big Red Machine | No time for love like now   |
| 30 augustus  | Michael Stipe & Big Red Machine | No time for love like now   |
| 6 september  | Michael Stipe & Big Red Machine | No time for love like now   |
| 13 september | Glass Animals                   | It's all so incredibly loud |
| 20 september | Glass Animals                   | It's all so incredibly loud |
| 27 september | Jason Isbell and the 400 Unit   | Overseas                    |
| 4 oktober    | Jason Isbell and the 400 Unit   | Overseas                    |
| 11 oktober   | Jason Isbell and the 400 Unit   | Overseas                    |
| 18 oktober   | Ben Hopkins                     | Laugh Track                 |
| 25 oktober   | Django Django                   | Spirals                     |
| 1 november   | Django Django                   | Spirals                     |
| 8 november   | Gerry Cinnamon                  | Where we’re going           |
| 15 november  | Black Foxxes                    | Jungle skies                |
| 22 november  | Black Foxxes                    | Jungle skies                |
| 29 november  | Secret Machines                 | Everything starts           |
| 6 december   | King Hannah                     | Crème brûlée                |
| 13 december  | Thurston Moore                  | Hashish                     |
| 20 december  | Thurston Moore                  | Hashish                     |
| 27 december  | We Are They                     | Bring it on                 |